# Emmanuelle Meyssignac
Emmanuelle Meyssignac est une comédienne française formée au Conservatoire national supérieur d'art dramatique.

## Théâtre
- 1988 : Scènes du répertoire 1 : De Shakespeare à Claudel, direction artistique Daniel Mesguich, Rencontres d'été de la Chartreuse de Villeneuve-lès-Avignon (élève du Conservatoire national supérieur d'art dramatique)
- 1988 : Les Sincères de Marivaux, mise en scène Jean-Pierre Miquel, Rencontres d'été de la Chartreuse de Villeneuve-lès-Avignon (élève du Conservatoire national supérieur d'art dramatique)
- 1989 : Le Misanthrope de Molière, mise en scène Jacques Weber, Théâtre de Nice, Théâtre de la Porte Saint Martin
- 1991 : L'Antichambre de Jean-Claude Brisville, mise en scène Jean-Pierre Miquel, Théâtre de l'Atelier
- 1992 : L'Antichambre de Jean-Claude Brisville, mise en scène Jean-Pierre Miquel, Théâtre de Nice
- 1993 : L'Antichambre de Jean-Claude Brisville, mise en scène Jean-Pierre Miquel, Théâtre des Célestins
- 1994 : Bettine d'Alfred de Musset, mise en scène Jacques Kraemer, Théâtre 13
- 1997 : Les Reines de Normand Chaurette, mise en scène Joël Jouanneau, Théâtre du Vieux-Colombier
- 1999 : La Seconde Madame Tanqueray d'après Arthur Wing Pinero, mise en scène Sandrine Anglade, Musée d'Orsay
- 2002 : Le Home Yid de Jacques Kraemer, mise en scène de l'auteur, Théâtre du Colibri Festival d'Avignon Off
- 2006 : L'Amant de Harold Pinter, mise en scène Patrick Schmitt, Théâtre La Forge
- 2011 : 1669 Tartuffe, Louis XIV et Raphaël Lévy de Jacques Kraemer, mise en scène de l'auteur

## Filmographie

### Télévision
- 1987 : Les Douze Salopards - Mission Suicide (Dirty Dozen: The Deadly Mission) de Lee H. Katzin
- 1988 : Carmilla, le cœur pétrifié de Paul Planchon
- 1995 : La Rivière Espérance de Josée Dayan (feuilleton TV)
- 1996 : Julie Lescaut, épisode 1 saison 6, Le secret des origines de Josée Dayan : Anne
- 1998 - 2002 : Avocats et Associés, Irène Carvani
- 2015 : En immersion (mini-série de 3 épisodes) : La Reine

## Distinctions
- Molières 1992 : nomination au Molière de la révélation théâtrale dans L'Antichambre